# Liste der Monuments historiques in Grandpuits-Bailly-Carrois
Die Liste der Monuments historiques in Grandpuits-Bailly-Carrois führt die Monuments historiques in der französischen Gemeinde Grandpuits-Bailly-Carrois auf.

## Liste der Bauwerke
| Bezeichnung             | Beschreibung                         | Standort                       | Kennzeichnung | Schutzstatus | Datum | Bild           |
| ----------------------- | ------------------------------------ | ------------------------------ | ------------- | ------------ | ----- | -------------- |
| Borne fleurdelysée n°28 | 19. Jahrhundert                      | Route départementale 19 (Lage) | PA00087014    | Classé       | 1964  | weitere Bilder |
| Borne fleurdelysée n°29 | 19. Jahrhundert                      | Route départementale 19 (Lage) | PA00087014    | Classé       | 1964  | weitere Bilder |
| Borne fleurdelysée n°30 | 19. Jahrhundert                      | Route départementale 19 (Lage) | PA00087015    | Classé       | 1964  | weitere Bilder |
| Ferme de la Salle       | Bauernhof, erbaut im 16. Jahrhundert | (Lage)                         | PA00087016    | Inscrit      | 1972  | weitere Bilder |

## Liste der Objekte
Zum Verständnis siehe: Kirchenausstattung
- Monuments historiques (Objekte) in Grandpuits-Bailly-Carrois in der Base Palissy des französischen Kultusministeriums